# Paweł Piotr Gojdič
Paweł Piotr Gojdič, słow. Pavol Peter Gojdič (ur. 17 lipca 1888 w Lubócu, zm. 17 lipca 1960 w Leopoldovie) – rusiński bazylianin (OSBM), administrator apostolski, biskup tytularny (łac. Ecclesiae Harpasenae) eparchii preszowskiej Kościoła katolickiego obrządku bizantyjsko-słowackiego, męczennik chrześcijański i błogosławiony Kościoła katolickiego, Sprawiedliwy wśród Narodów Świata.

## Życiorys
Był trzecim synem greckokatolickiego księdza, Stefana Gojdicia. Na chrzcie otrzymał imię Piotr. Studiował w seminarium duchownym w Preszowie, a następnie w Budapeszcie. 27 sierpnia 1911 roku przyjął święcenia kapłańskie wraz ze swoim bratem Korneliuszem. Następnie posługiwał w rodzinnej cerkwi jako diakon przy swoim ojcu.
20 lipca 1922 wstąpił do zakonu Bazylianów Świętego Jozafata, gdzie przyjął imię Paweł. 14 września 1926 objął urząd administratora apostolskiego eparchii preszowskiej, a 25 marca 1927, w bazylice św. Klemensa w Rzymie, otrzymał nominację na biskupa tytularnego. 13 kwietnia 1939 został również administratorem apostolskim Mukaczewa. 
Od 1939 roku sprzeciwiał się nazistowskiej polityce Państwa Słowackiego, z tego powodu sympatyzujący z ruchem nacjonalistycznym duchowni ze Słowacji napisali memorandum krytykujące jego działania. W listopadzie 1939 roku zrezygnował ze stanowiska administratora apostolskiego Mukaczewa, jego rezygnacja została przyjęta przez papieża sześć miesięcy później. Następnie został mianowany biskupem preszowskim. Protestował przeciwko deportacji słowackich Żydów, apelując m.in. do Watykanu, by papież wpłynął na Jozefa Tiso, by ten zaprzestał prześladowań Żydów lub chociaż ustąpił ze stanowiska, by nie angażować Kościoła w tę działalność. Udzielał także chrztów słowackim Żydom chcącym uniknąć deportacji. 26 października 1942 roku słowacka Gwardia Hlinki poinformowała Ministerstwo Spraw Wewnętrznych, że w kraju ma miejsce duża liczba fikcyjnych konwersji na katolicyzm obrządku bizantyjskiego. Raport wskazał kilka przypadków, w których tylko jeden członek rodziny żydowskiej przeszedł na chrześcijaństwo, aby chronić wszystkich pozostałych. Spośród 249 wskazanych w raporcie rodzin żydowskich 533 Żydów przeszło na wiarę greckokatolicką lub prawosławną, aby uratować około 1500 swoich krewnych, którzy nie zmienili wyznania. Według raportu służb bezpieczeństwa biskup Gojdič osobiście poprowadził fikcyjną ceremonię konwersji, aby ratować Żydów w mieście Michalovce.
W kwietniu 1950 roku władze komunistyczne Czechosłowacji uznały działalność Kościoła greckokatolickiego za nielegalną (w przeciwieństwie do prawosławia), a biskup Gojdič został aresztowany i oskarżony o zdradę. Pozbawiono go praw publicznych i na pokazowym procesie (wraz z rzymskokatolickimi biskupami Jánem Vojtaššákiem i Michalem Buzalką) skazano najpierw na dożywotnie więzienie, następnie zamieniono mu karę na 25 lat pozbawienia wolności.
Paweł Piotr Gojdič nie wyparłszy się wiary katolickiej zmarł w czechosłowackim więzieniu. 
W 1990 roku został zrehabilitowany.

## Kult
Od 1990 roku jego relikwie spoczywają w sarkofagu w jednej z kaplic greckokatolickiej katedry św. Jana Chrzciciela w Preszowie. Paweł Piotr Gojdič został beatyfikowany w dniu 4 listopada 2001 roku przez papieża Jana Pawła II na placu św. Piotra w Rzymie.
Jego wspomnienie liturgiczne obchodzone jest w dzienną rocznicę śmierci.

## Odznaczenia
27 stycznia 2008 bł. Paweł Piotr Gojdič został ogłoszony Sprawiedliwym wśród Narodów Świata. Jego imię zostało umieszczone na murze w Instytucie Pamięci Męczenników i Bohaterów Holocaustu Jad Waszem w Jerozolimie.
W 1991 roku został pośmiertnie odznaczony Orderem Tomáša Garrigue Masaryka II klasy. W 1999 roku został także pośmiertnie odznaczony Krzyżem Pribiny I klasy.

## Galeria

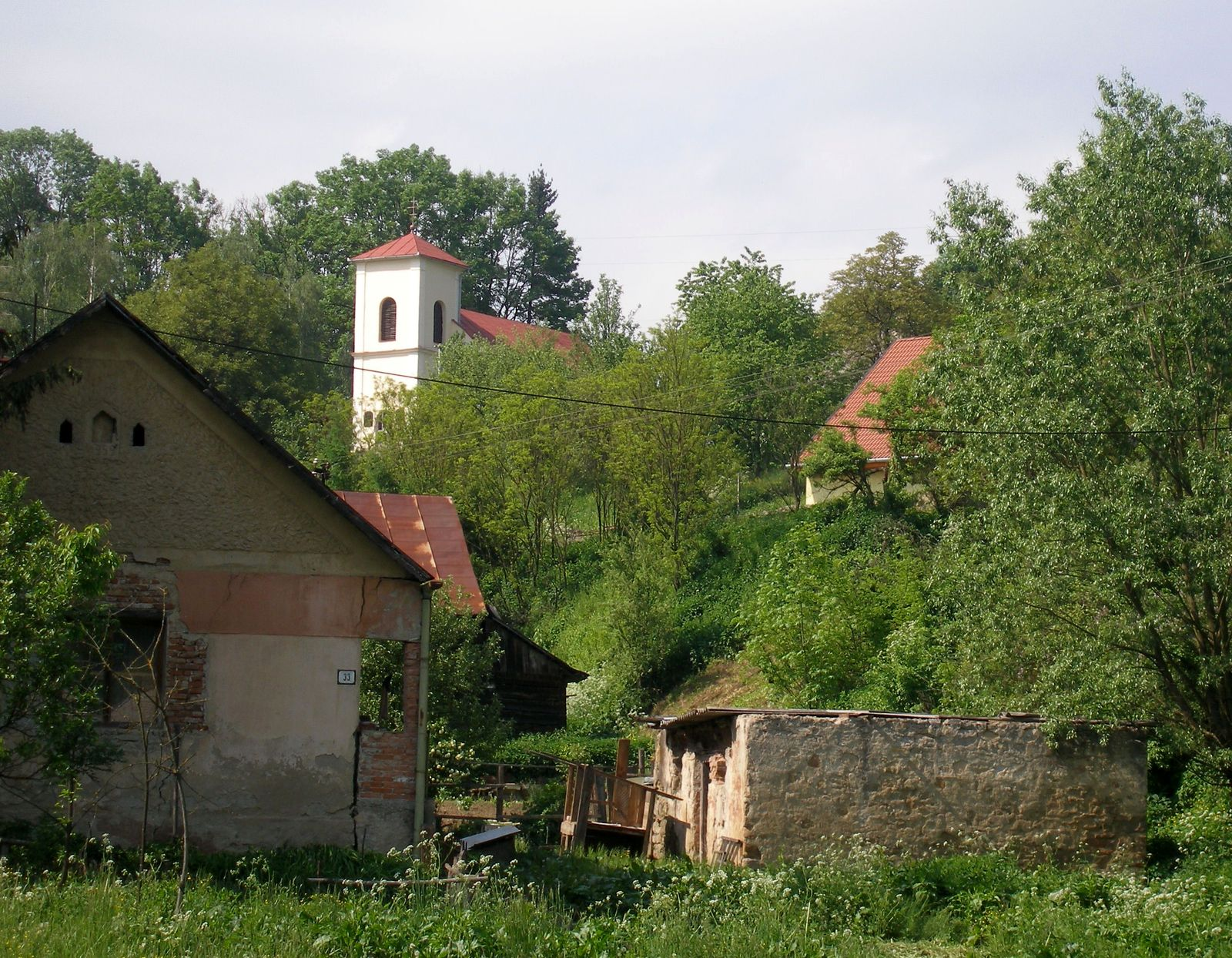
Pozostałości domu rodzinnego i macierzysta cerkiew biskupa Gojdicia w Lubócu
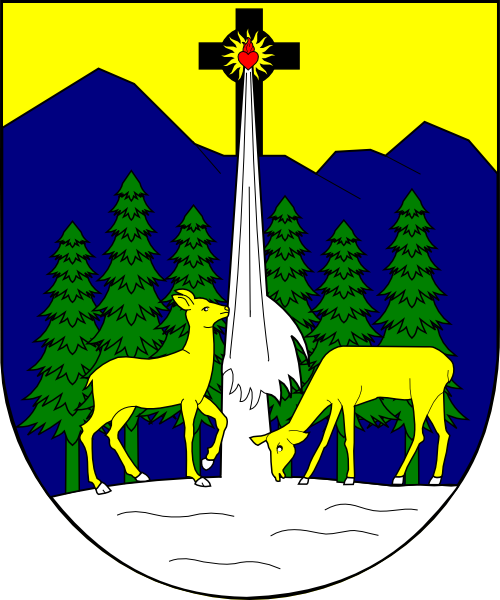
Herb biskupi Pawła Piotra Gojdicia
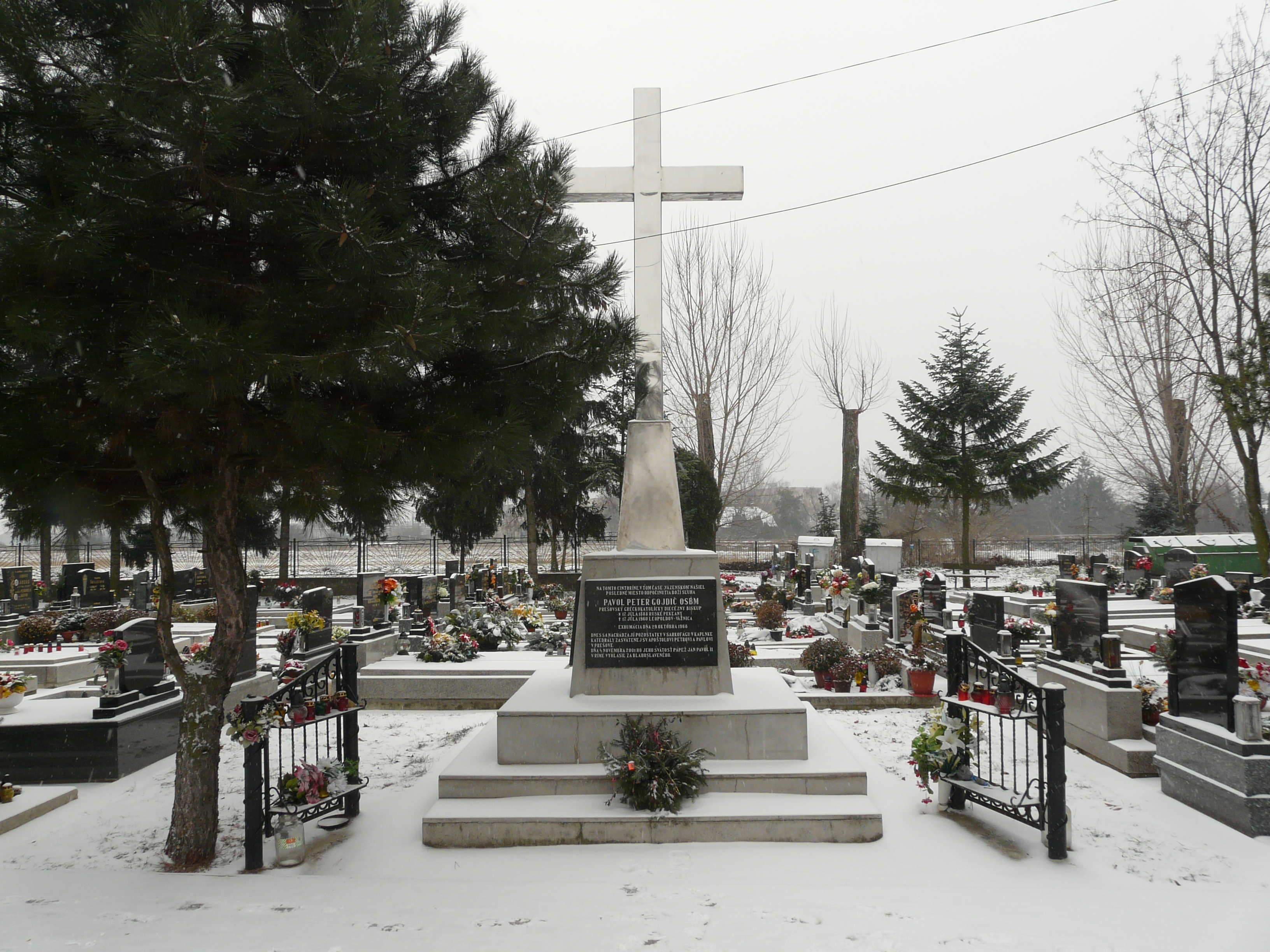
Miejsce pierwszego pochówku biskupa Gojdicia na cmentarzu w Leopoldovie
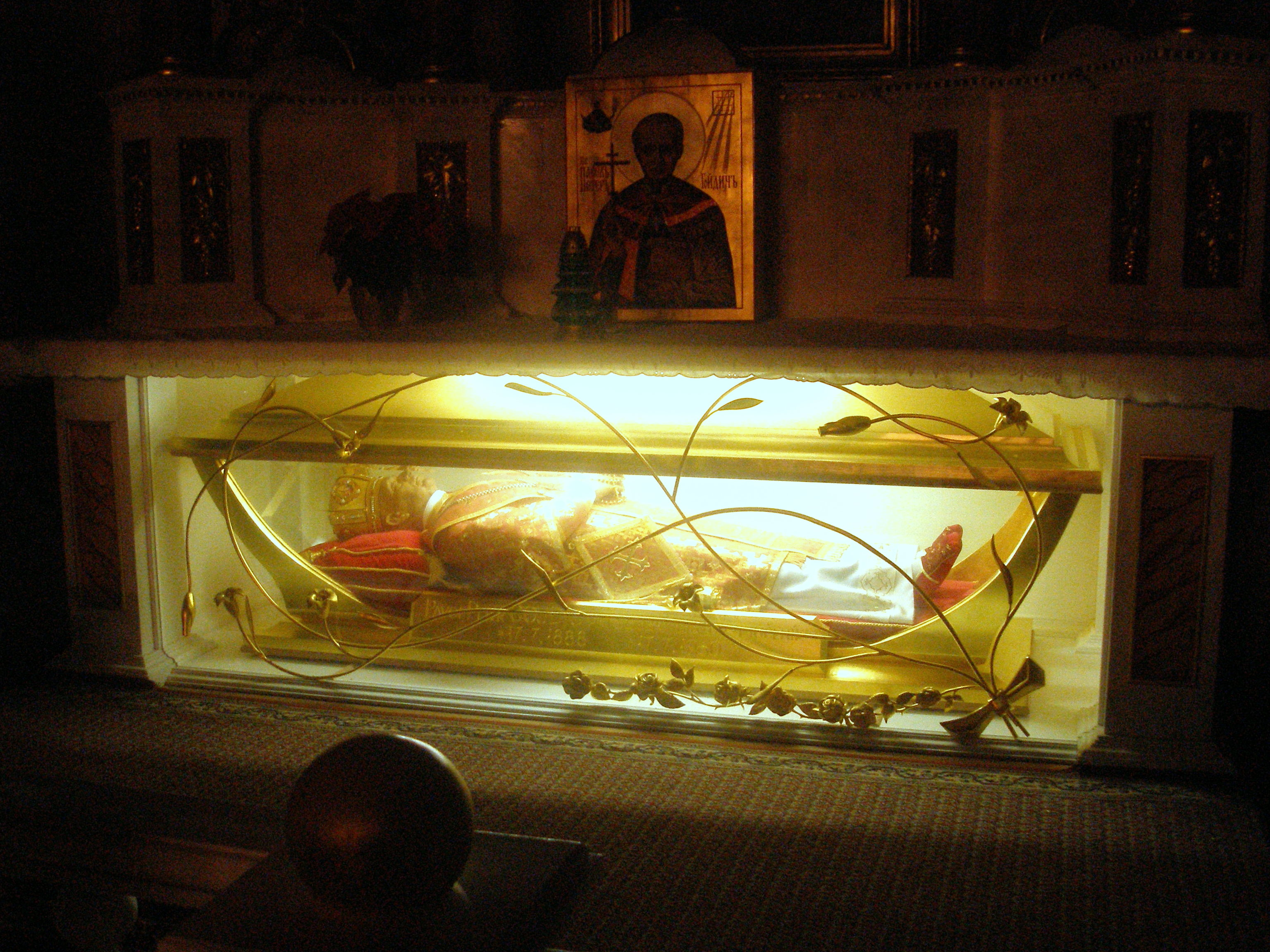
Sarkofag biskupa Gojdicia w kaplicy preszowskiej katedry